# پیتزا کباب
پیتزا کباب (به سوئدی :Kebabpizza) یک نوع پیتزا به سبک سوئدی است که روی آن با گوشت کباب‌شده و سایر مواد پوشیده شده است. نحوه تهیه دقیق این پیتزا در بین رستوران‌های مختلف، متفاوت است. پیتزا کباب به‌عنوان ترکیبی از غذاهای ایتالیایی و ترکی، توسط مهاجران خاورمیانه‌ای در دهه ۱۹۸۰ ساخته شد. از زمان ابداع آن، پیتزا کباب محبوبیت خود را افزایش داده و امروزه یکی از محبوب‌ترین پیتزاهای سوئد و در کل، یکی از محبوب‌ترین غذاهای فست فود است. به دلیل محبوبیت این غذا، این غذا به جایگاه فرهنگی در سوئد رسیده است و گاهی در فرهنگ عامه و سیاست مورد استناد قرار می‌گیرد.